# اليوم العالمي لمحاربة المجاعة
اليوم العالمي لمحاربة المجاعة، يهدف اليوم العالمي لمحاربة المجاعة إلى تعميق الوَعي العام بِمعاناة الجِياع وناقصي الأغذية في العالم 

## المجاعة
المجاعة تعني أن هناك نقصًا حادًا في الطعام. يؤدي إلى العديد من الوفيات، إما بسبب الجوع أو مزيج من سوء التغذية والمرض. تم الإعلان عن المجاعة مؤخرًا في عام 2017 في جنوب السودان، وكذلك في الصومال في عام 2011.

### يتم إعلان المجاعة رسميًا في منطقة ما عندما
- تعاني أسرة واحدة على الأقل من كل خمس أسر من الحرمان الشديد من الطعام.
- يعاني أكثر من 30 في المائة من الأطفال من سوء التغذية الحاد.
- هناك حالتا وفاة لكل 10000 شخص كل يوم، أو أربع وفيات بين كل 10000 طفل كل يوم.

## البلدان التي تمر بأزمة غذائية
- أربع دول: جنوب السودان وإثيوبيا واليمن ومدغشقر
- دول تعاني من ظروف شبيهة بالمجاعة. نيجيريا وبوركينا فاسو لديهما جيوب حيث توجد ظروف شبيهة بالمجاعة. وتعاني أجزاء من أفغانستان والصومال وسوريا والعراق وفنزويلا ولبنان من انعدام أمن غذائي خطير.[2][3]